# Parallelia humilis
Parallelia humilis là một loài bướm đêm trong họ Erebidae.